# Мілоцин (гміна Войцехув)
Мілоцин (пол. Miłocin) — село в Польщі, у гміні Войцехув Люблінського повіту Люблінського воєводства.
Населення — 521 особа (2011).
У 1975-1998 роках село належало до Люблінського воєводства.

## Демографія
Демографічна структура станом на 31 березня 2011 року:
|          | Загалом | Допрацездатний вік | Працездатний вік | Постпрацездатний вік |
| -------- | ------- | ------------------ | ---------------- | -------------------- |
| Чоловіки | 252     | 52                 | 177              | 23                   |
| Жінки    | 269     | 56                 | 155              | 58                   |
| Разом    | 521     | 108                | 332              | 81                   |